# Papuazetes insignis
Papuazetes insignis är en kvalsterart som beskrevs av Balogh 1968. Papuazetes insignis ingår i släktet Papuazetes och familjen Microzetidae. Inga underarter finns listade i Catalogue of Life.